# Стоктон-Дарлінгтонська залізниця

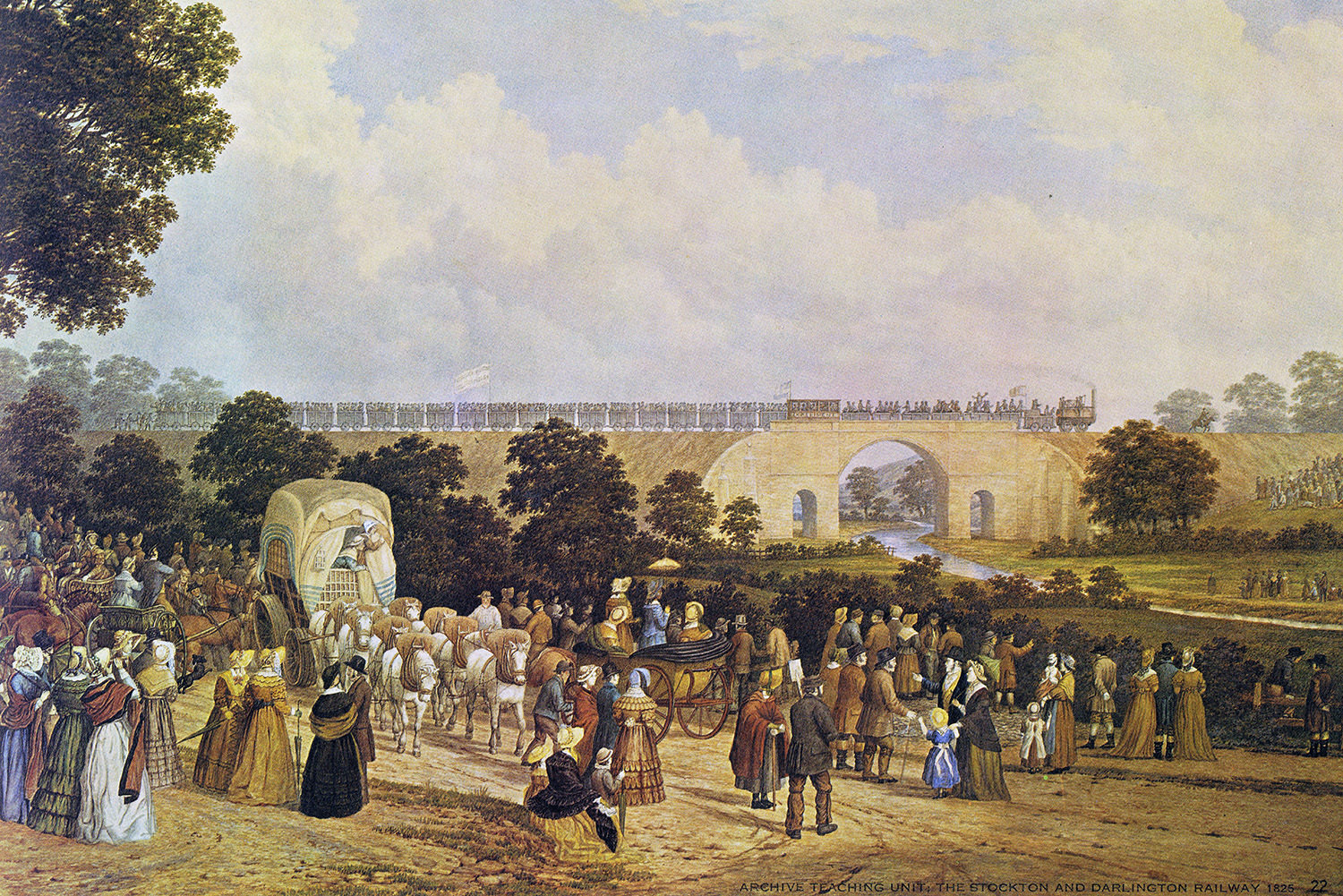
Відкриття Стоктон-Дарлінгтонської залізниці

Стоктон-Дарлінгтонська залізниця - перша у світі залізниця громадського користування на локомотивній (паровій) тязі. Відкрита в 1825 році.

## Загальний огляд
Залізниця Стоктон — Дарлінгтон була побудована в північно-східній Англії, між містами Стоктон-он-Тіс і Дарлінгтон і мала довжину 40 км. Дорога спочатку призначалася для вивезення вугілля з місцевих вугільних шахт в окрузі Дарлінгтона до порту в Стоктоні, де воно перевантажувалося на морські кораблі. Дорога і понині перебуває в експлуатації і управляється компанією Northern Rail.

## Історія
Едвард Піз, заможний купець і промисловець, отримав повноваження від парламенту на будівництво залізниці для обслуговування місцевих вугільних шахт. До цього підприємства він запросив вже відомого на той момент інженера і конструктора Джорджа Стефенсона, який вже протягом семи років мав досвід експлуатціі та управління залізницями в Кілінгворті, де також удосконалював паровози власної конструкції.
Джордж Стефенсон за сприяння Едварда Піза отримав від британського парламенту дозвіл на використання на новозбудованої залізниці локомотивної тяги.
Джордж Стефенсон відмовився від старих конструкцій, ввівши в конструкцію локомотивів нові принципи передачі тяги, але зберігши при цьому й деякі старі деталі конструкції своїх паровозів. Він також вніс поліпшення у принципи будівництва рейкового полотна, і укладання шляху.
Спочатку Джорджу Стефенсону допомагав і його син Роберт Стефенсон, згодом не менш відомий винахідник і конструктор локомотивів.
Джордж Стефенсон спільно з сином і Едвардом Пізом, створили перший у світі локомотивобудівний завод в Ньюкаслі.
Дорога мала протяжність 26 англійських миль. На найкрутішому ухилі були встановлені дві стаціонарні парові машини, для тяги поїздів за допомогою лебідки, надалі від цих машин відмовилися, бо паровози продемонстрували повну здатність до самостійного ведення поїзда навіть на крутих схилах. На дорозі був побудований також і один з перших залізничних мостів в історії, за проектом інженера Ігнатіуса Бономі.
Спочатку вид тяги на дорозі був кінним, тільки трохи пізніше вони були замінені паровозами, які повністю довели свою життєздатність, як повноцінний і самостійний вид тяги.

## Рухомий склад
Першим локомотивом для роботи на дорозі став паровоз Джорджа Стефенсона Locomotion № 1, побудований на заводі Джорджа Стефенсона.
Офіційне відкриття дороги відбулося 27 вересня 1825 року, перший поїздом на дорозі став пасажирський поїзд, що перевіз близько 600 пасажирів. 19 км шляху ним були подолані за дві години. Першими пасажирськими вагонами стали переобладнані вагонетки для перевезення вугілля.
Ще три паровози аналогічні Locomotion-у були побудовані в 1826 р.
Спочатку парова тяга була дорожча кінної, але потім вона довела свою економічну ефективність за умов зростання обсягу перевезень і ваги поїздів.
На дорозі не застосовувалося жодних видів сигналізації, відомих пізніше і не було графіка руху поїздів. У 1833 році, дорога була прокладена до Мідлсбро, це прискорило перевезення вугілля, бо порт у Мідлсбро мав більш глибоководну гавань, ніж у Стоктоні.

## Подальша доля дороги
У 1833 році завдяки модернізації та вдосконаленню організації руху і управління дорогою, дорога Стоктон-Дарлінгтон отримала риси властиві сучасним залізницях. Були побудовані другі колії, впроваджена сигналізація, прийнята як зразкова при будівництві нових залізниць.
Залізниця Стоктон - Дарлінгтон, довела реальну ефективність і економічну доцільність залізниць, як повноцінного виду громадського транспорту.
У 1863 р. Стоктон-Дарлінгтонська залізниця, була об'єднана з Північно-Східною залізницею.